# Railroadism-Live in the USA 72-81
Railroadism—Live in the USA 72–81 è un album live di Captain Beefheart and the Magic Band pubblicato dalla The Viper Label nel 2003, ma contenente svariate registrazioni tratte da concerti tenuti dalla band negli Stati Uniti tra il 1972 e il 1981.

## Tracce
1. Old Black Snake
2. King Bee
3. The Blimp/Air Bass-Soft Shoe (Sax Improv.)
4. I'm Gonna Booglarize You Baby
5. A Carrot is as Close as a Rabbit Gets to a Diamond
6. China Pig / Railroadism
7. I Love You You Big Dummy (solo un breve accenno)
8. Grow Fins
9. Floppy Boot Stomp
10. Harry Irene
11. The Dust Blows Forward 'n' The Dust Blows Back
12. Ashtray Heart
13. Dirty Blue Gene
14. Smithsonian Institute Blues
15. One Red Rose That I Mean
16. Veteran's Day Poppy
17. Big Eyed Beans From Venus
18. Avalon Blues

### Dettagli di registrazione
- Traccia 1: Fenway Theatre, Boston 22 gennaio 1972
- Traccia 2: Town Hall, NYC 24 febbraio 1973
- Tracce 3 - 4: The Roxy, LA 14 luglio 1975
- Tracce 5 - 7: The Red Creek Inn, Rochester, NY 3 novembre 1977
- Traccia 8: The Bottom Line, NYC 25 novembre 1977 (early show)
- Traccia 9: The Bottom Line, NYC 25 novembre 1977 (late show)
- Tracce 10 - 11: Texas Opry House, Houston 1º dicembre 1978
- Tracce 12 - 17: The Country Club, Reseda, CA 29 gennaio 1981
- Traccia 18: Avalon Ballroom, SF 1966